# Townley Haas
Townley Francis Haas (Richmond, 13 dicembre 1996) è un ex nuotatore statunitense, che ha rappresentano la sua nazione ai Giochi olimpici di Rio de Janeiro 2016 e ai Giochi olimpici di Tokyo 2020.

## Carriera
Nel 2016 ha vinto i 200m stile libero ai trials statunitensi con il tempo di 1:45.66, qualificandosi per i Giochi olimpici di Rio de Janeiro. Durante i Giochi della XXXI Olimpiade ha vinto una medaglia d'oro nella staffetta 4x200m stile libero maschile, gareggiando in seconda frazione con un tempo di 1:44.14. Nella stessa manifestazione ha partecipato anche alla finale dei 200m stile libero giungendo 5º.
Ai Campionati mondiali di nuoto del 2017, Haas conquista 3 ori, un argento e un bronzo. Il 23 luglio ha vinto la medaglia d'oro nella staffetta 4x100m stile libero maschile con una frazione da 47.46. Nei 200m stile libero arriva secondo alle spalle di Sun Yang, conquistando la sua prima medaglia internazionale in un evento individuale. Ha inoltre preso parte alle batterie della staffetta 4x100m stile libero mista e della staffetta 4x100m misti maschile, guadagnando altri due ori. Infine, insieme alla squadra statunitense si è piazzato sul terzo gradino del podio nella staffetta 4x200m stile libero maschile, nuotando una frazione da 1:44"58.
Ai Campionati panpacifici del 2018 a Tokyo vince la medaglia d'oro nei 200m stile libero e con la staffetta 4x200m stile libero.
Durante i Campionati mondiali 2019 di Gwangju, vince una medaglio d'oro e una di bronzo. Durante il primo giorno di gare nuota nella batterie della staffetta 4x100m stile libero maschile. La squadra statunitense vincerà poi la finale, facendo guadagnare ad Haas la sua prima medaglia della manifestazione. Prende parte anche alla gara individuale dei 200m stile libero, chiudendo quattordicesimo, senza quindi qualificarsi per la finale. Si aggiudica un'altra medaglia nella staffetta 4x200m stile libero maschile, giungendo sul terzo gradino del podio
Dal 2019 al 2021 è stato ingaggiato per la squadra dei Cali Condors per l'International Swimming League, dove nel 2020 ha fatto registrare il nuovo record americano dei 200m stile libero con il tempo di 1:40.49.
Durante i trials olimpici statunitensi del 2021 si aggiudica la seconda posizione nella finale dei 200m stile libero, qualificandosi per i Giochi olimpici di Tokyo, dove finirà dodicesimo, senza quindi qualificarsi per le finali. Con la squadra statunitense prenderà parte anche alla finale della 4x200m stile libero maschile chiudendo quarti, senza riuscire a conquistare una medaglia.
Nel febbraio 2022 annuncia il suo ritiro dalle competizioni sportive. 

## Palmarès
- Giochi olimpici

Rio de Janeiro 2016: oro nella 4x200m sl.
- Mondiali

Budapest 2017: oro nella 4x100m sl, nella 4x100m misti e nella 4x100m sl mista, argento nei 200m sl e bronzo nella 4x200m sl.
Gwangju 2019: oro nella 4x100m sl e bronzo nella 4x200m sl.
- Campionati panpacifici

Tokyo 2018: oro nei 200m sl e nella 4x200m sl.